# Фортуна Вегаса
«Фортуна Вегаса» (англ.  Lay the Favorite) — американский комедийно-драматический фильм 2012 года с Брюсом Уиллисом, Ребеккой Холл, Кэтрин Зета-Джонс и Джошуа Джексон в главных ролях. Основанный на одноименных мемуарах Бет Реймер, фильм рассказывает о молодой, свободолюбивой женщине, путешествующей по легальному и нелегальному миру азартных игр. Режиссер фильма — Стивен Фрирз. Премьера в США состоялась 21 января 2012 года, российская премьера — 21 марта 2013.

## Сюжет
Бывшая стриптизёрша, 24-летняя красотка Бетт (Холл) перебирается в поисках работы в Лас-Вегас, где устраивается на работу в нелегальную букмекерскую контору, которой владеет предприимчивый Динк Хаймовиц (Уиллис). В своё время Динк получил блестящее образование, однако попался на ряде финансовых махинаций и по этой причине скрылся от правосудия в игорной столице США. Его напарниками являются Фрэнк и Скотт. Бетт не только обучается у них премудростям ремесла, но и становится счастливым талисманом для их бизнеса.
Дело принимает неожиданный оборот, когда в жизни героев появляется супруга Динка Тулип. Это кардинально меняет судьбу не только самого Хаймовица, но и всех окружающих его людей.

## В ролях
- Брюс Уиллис — Динк Хаймовиц
- Ребекка Холл — Бетт
- Кэтрин Зета-Джонс — Тулип
- Джошуа Джексон — Джереми
- Винс Вон— Рози
- Лаура Препон — Холли
- Фрэнк Грилло — Фрэнк
- Джоэл Мюррей — Даррен
- Корбин Бернсен — Джерри
- Джон Кэрролл Линч — Дэйв Гринберг
- Джо Ньюман — Дарси

## Создание
Продюсерская компания Random House Studio экранизировала фильм. Съемки начались в апреле 2011 года в Лас-Вегасе, штат Невада. The Weinstein Company приобрела права на распространение на кинофестивале «Сандэнс». Wild Bunch была международной компанией по продаже фильма.

## Критика
Фильм получил негативные отзывы критиков. На сайте-агрегаторе рецензий Rotten Tomatoes у фильма 18 % положительных отзывов на основе 51 рецензии.

## Судебный процесс
Хотя фильм получил плохие кассовые сборы, сервис потоковой передачи Netflix и Amazon Video приобрели права на фильм. В результате картограф Виктор Бейкер подал в суд на Warner Bros., поскольку в фильме, действие которого происходит в стране Кюрасао, использовалась одна из акварельных карт Бейкера в старинном стиле как часть декораций. Его иск требовал либо установленной законом компенсации, либо справедливой рыночной стоимости лицензионного сбора за использование карты.